# Shargaljuut, Bayankhongor
Shargaljuut (tiếng Mông Cổ: Шаргллжуут) là một khu định cư kiểu đô thị nằm ở sum Erdenetsogt (huyện) của tỉnh Bayankhongor ở miền nam Mông Cổ. Chính thức Shargaljuut là một bag (xã) thuộc quyền quản lý của thành phố Bayankhongor, nhưng nằm cách thành phố 54 km về phía tây bắc, trên sông Shargaljuut tại núi Khangai ở độ cao 2136 m.
Dân số Shargaljuut là 1.444 (năm 2006) và là khu dân cư lớn thứ hai của tỉnh Bayankhongor sau thành phố Bayankhongor.
Shargaljuut là một khu nghỉ mát với một số suối khoáng nóng (lên tới +95 °C), một số trong đó có bùn lưu huỳnh.